# Нотон (архиепископ Арля)
Нотон (фр. Nothon; умер 25 апреля 851) — архиепископ Арля (820—851).

## Биография
О происхождении и жизни Нотона до занятия им кафедры Арля ничего не известно. Согласно спискам глав Арльской архиепархии, он был преемником архиепископа Иоанна II, смерть которого относят к 819 году. Предполагается, что Нотон возглавил архиепархию в 820 году, хотя первое достоверное упоминание его имени в исторических источниках относится только к 824 году.
7 ноября 824 года датирована хартия об обмене землями между архиепископом Нотоном и графом Прованса Лейбульфом, по которому граф приобретал Камарг, а к Арльской архиепархии отходили земли на правом берегу Роны. 3 января 825 года, по ходатайству своего архикапеллана Хильдуина, император франков Людовик I Благочестивый одобрил эту сделку. 16 марта 828 года Нотон как свидетель подписался под дарственной хартией графа Лейбульфа и его жены Оды Леринскому аббатству.
Во время своего долгого пребывания во главе Арльской архиепархии Нотон участвовал в нескольких церковных соборах.
23 мая 829 года он председательствовал на соборе в Тулузе. Это был один из четырёх соборов, созванных в этом году по приказу императора Людовика Благочестивого. В Тулузском соборе участвовали прелаты Арльской, Нарбонской митрополии, Буржской и Бордоской митрополий во главе со своими митрополитами: Нотоном, Варфоломеем, Агиульфом и Адалельмом. Акты этого церковного собора не сохранились, но, как предполагается, на нём был обсуждён тот же круг вопросов, что и на Парижском соборе, который уделил особое внимание усилению церковной дисциплины и улучшению процесса образования.
4 марта 835 года Нотон участвовал в представительном церковном соборе в Тьонвиле, на котором рассматривались выдвинутые против прелатов, поддержавших мятеж сыновей императора Людовика, обвинения в государственной измене. Главным обвиняемым был архиепископ Реймса Эббон. На соборе тот полностью признал свою вину и объявил об отречении от всех своих прежних заблуждений. В качестве свидетелей, подтвердивших искренность слов архиепископа Реймса, под актом о покаянии Эббона свои подписи поставили архиепископ Нотон, епископ Арраса Теодорих и епископ Нуайона Ашард.
6 сентября 838 года Нотон участвовал в церковном соборе в Кьерси, на котором был рассмотрен спор между епископом Ле-Мана Альдриком и аббатом монастыря в Сен-Кале Сигизмундом и подтверждено право ле-манских епископов на юрисдикцию над этой обителью. 14 октября 843 года архиепископ Арля присутствовал на соборе в Жерминьи-де-Пре.
После того, как летом 841 года архиепископ Реймса Эббон был лишён королём Карлом II Лысым своей кафедры, его преемником сначала был избран настоятель реймсского аббатства святого Ремигия Фульк, а затем архиепископ Нотон, но ни первый, ни второй из них так и не смог обосноваться в Реймсской архиепархии из-за опасения возможного примирения монарха с изгнанным прелатом.
В 843 году, согласно Верденскому договору, территория Арльской архиепархии вошла в состав Лотарингского королевства, однако и после этого архиепископы Арля не потеряли связей с монархами Западно-Франкского государства.
Во время епископства Нотона территория его архиепархии дважды подвергалась нападениям мавров: в 842 и 850 годах. Во время первого нападения, сообщают исторические хроники, сарацины, разорившие весь Прованс, напали на Арль, похищали монахинь, грабили церкви и ушли в Испанию с богатой добычей. Во время второго вторжения мавры вновь опустошили земли Прованса, взяли и разграбили Арль, но затем между ними начались раздоры, что позволило франкам разбить их в бою. Средневековые предания связывали эту победу с именем легендарного графа Жерара Руссильонского.
Последний дошедший до нашего времени документ, в котором упоминается имя Нотона — хартия короля Карла II Лысого, данная им 19 мая 844 года в Тулузе в пользу готских переселенцев из Испании. Кроме архиепископа Арля, под этим актом подписались граф дворца Элмерад, маркграф Сунифред и граф Ампурьяса Сунийе I.
Дата смерти архиепископа Нотона в современных ему документах не упоминается. Предполагается, что он мог скончаться 25 апреля 851 года. Новым главой Арльской архиепархии был избран Ротланд.